# Hinako
Hinako is een bestuurslaag in het regentschap Nias Barat van de provincie Noord-Sumatra, Indonesië. Hinako telt 332 inwoners (volkstelling 2010).